# Síndrome de compressió de la cua de cavall
La síndrome de compressió de la cua de cavall (o, senzillament, síndrome de la cua de cavall) (SCC) és una afecció que es produeix quan es fa malbé el feix de nervis situat per sota l'extrem inferior de la medul·la espinal conegut com a cua de cavall, pel seu aspecte. Els signes i símptomes inclouen dolor lumbar, dolor que irradia per la cama, entumiment al voltant de l'anus, disfunció sexual i pèrdua de control de l'intestí o de la bufeta. L'inici pot ser ràpid o gradual.
La causa sol ser una hèrnia discal a la columna lumbar. Altres causes inclouen estenosi vertebral, tumor de la columna vertebral, traumatisme, abscés epidural i hematoma epidural. El diagnòstic de sospita es basa en els símptomes i es confirma mitjançant la ressonància magnètica o la tomografia computada.
La SCC es tracta generalment quirúrgicament mitjançant la laminectomia. Malgrat la cirurgia es poden produir problemes permanents de la bufeta, disfunció sexual o entumiment. Un desenllaç deficient es produeix en aproximadament en el 20% de les persones malgrat el tractament. Aproximadament 1 de cada 70.000 persones es veu afectada cada any. Es va descriure per primera vegada el 1934.